# Jacqueline Rayet
Jacqueline Rayet (Parigi, 26 giugno 1932) è un'ex ballerina francese, danseuse étoile del balletto dell'Opéra di Parigi dal 1961 al 1974.

## Biografia
Fu ammessa alla scuola di danza dell'Opéra di Parigi nel 1942 e inoltre si perfezionò privatamente sotto la guida di Carlotta Zambelli. Nel 1946 fu scritturata nel corps de ballet della compagnia. Fu promossa a ballerina principale nel 1956 e proclamata danseuse étoile nel 1961 dopo una rappresentazione di Giselle.
Nel corso della sua carriera danzò nelle creazioni di alcuni dei maggiori coreografi della sua generazione, tra cui Serge Lifar (Biancaneve, Les Noces Fantastiques), George Balanchine (Sèrénade, Le Palais de Cristal), Roland Petit (Turangalila) e Maurice Béjart (La sagra della primavera). Inoltre danzò molti dei grandi ruoli femminili del repertorio femminile, tra cui Romeo e Giulietta, Il lago dei cigni e Lo schiaccianoci.  Ottenne un grande successo nel 1956 con il pas de deux coreografato da Peter Van Dyk (suo partner in scena e fuori) sulla Sinfonia incompiuta di Shubert, che danzò all'Opéra di Parigi, all'American Ballet Theatre e al Teatro Mariinskij.
Si ritirò dalle scene nel 1979 e dal 1981 lavorò come maître de ballet del Béjart Ballet; successivamente insegnò al Conservatoire national supérieur de musique et de danse de Paris dal 1986 al 1998.